# 小山田隆
小山田 隆（おやまだ たかし、1919年12月18日 - 2009年11月20日）は、日本の外交官。

初代バングラデシュ人民共和国駐箚日本国特命全権大使として知られる。

## 経歴
- 1919年 - 福岡県に出生
- 1937年 - 福岡県中学修猷館卒業[1]
- 1939年 - 旧制福岡高等学校文科甲類卒業[2]
- 1943年 - 東京帝国大学法学部政治学科卒業[3]
- 1943年 - 外務省入省
- 1972年 - 外務省経済局次長、初代駐バングラデシュ大使
- 1975年 - 国際交流基金専務理事
- 1979年8月 - 駐ニュージーランド大使
- 1979年10月 - 駐西サモア大使兼任
- 1982年12月 - 退官
- 1990年4月 - 勲二等瑞宝章受章
- 2009年11月 - 叙従三位

## 著書
- 『国際法と基本的人権』 中央経済社、1986年